# Rząd Hanny Suchockiej
Rząd Hanny Suchockiej – Rada Ministrów pod kierownictwem premier Hanny Suchockiej, powołana przez Sejm 11 lipca 1992 po niepowodzeniu misji utworzenia rządu przez Waldemara Pawlaka.
28 maja 1993 Sejm RP, na wniosek NSZZ „Solidarność”, większością jednego głosu uchwalił wotum nieufności dla rządu Hanny Suchockiej. 29 maja 1993 prezydent Lech Wałęsa w wyniku uchwalenia wotum nieufności bez jednoczesnego dokonania wyboru nowego premiera przez Sejm, skorzystał ze swoich konstytucyjnych uprawnień (na podstawie Małej Konstytucji), nie przyjął dymisji rządu Hanny Suchockiej i rozwiązał parlament.
Rząd Hanny Suchockiej działał bez kontroli parlamentarnej do 26 października 1993, kiedy po wyborach parlamentarnych prezydent Lech Wałęsa powołał rząd Waldemara Pawlaka (premier Suchocka złożyła dymisję na ręce prezydenta Wałęsy 18 października). Sejm II kadencji powołał Komisję Nadzwyczajną do Zbadania Działalności Rządu w okresie od 30 maja do 14 października 1993; jedną z rozpatrywanych spraw było podpisanie Konkordatu ze Stolicą Apostolską.
Doświadczenie związane z działalnością rządu niekontrolowanego przez Sejm zaowocowało wprowadzeniem w nowej Konstytucji skrócenia kadencji zamiast rozwiązania Izb.
Rząd Hanny Suchockiej był też ostatnim gabinetem w III RP powołanym przez Sejm, na podstawie zapisów pozostałych po Konstytucji PRL. Kolejne rządy były powoływane przez Prezydenta RP, a Sejm udzielał im jedynie wotum zaufania, zgodnie z zapisami Małej Konstytucji z 17 października 1992 (choć istniała też możliwość wyboru rządu przez Sejm, np. w drodze tzw. konstruktywnego wotum nieufności; tak wybrany rząd prezydent miał obowiązek powołać). Podobne zapisy znalazły się w Konstytucji RP z 2 kwietnia 1997.

## Rada Ministrów Hanny Suchockiej (1992–1993)
| Funkcja                                                      | Imię i nazwisko             | Imię i nazwisko            | Czas pełnienia funkcji    | Czas pełnienia funkcji    |
| Funkcja                                                      | Imię i nazwisko             | Imię i nazwisko            | Od                        | Do                        |
| ------------------------------------------------------------ | --------------------------- | -------------------------- | ------------------------- | ------------------------- |
| Prezes Rady Ministrów                                        |                             | Hanna Suchocka (UD)        | 10 lipca 1992(dts)        | 26 października 1993(dts) |
| Wiceprezes Rady Ministrów                                    |                             | Henryk Goryszewski (ZChN)  | 11 lipca 1992(dts)        | 26 października 1993(dts) |
| Wiceprezes Rady Ministrów                                    |                             | Paweł Łączkowski (PChD)    | 11 lipca 1992(dts)        | 26 października 1993(dts) |
| Minister współpracy gospodarczej z zagranicą                 |                             | Andrzej Arendarski (KLD)   | 11 lipca 1992(dts)        | 26 października 1993(dts) |
| Minister-członek Rady Ministrów                              | Jan Bielecki (KLD)          | 11 lipca 1992(dts)         | 26 października 1993(dts) |                           |
| Minister gospodarki przestrzennej i budownictwa              |                             | Andrzej Bratkowski         | 11 lipca 1992(dts)        | 26 października 1993(dts) |
| Minister sprawiedliwości                                     |                             | Zbigniew Dyka (ZChN)       | 11 lipca 1992(dts)        | 17 marca 1993(dts)        |
| Minister-członek Rady Ministrów                              |                             | Zbigniew Eysmont (PPPP)    | 11 lipca 1992(dts)        | 26 października 1993(dts) |
| Minister edukacji narodowej                                  |                             | Zdobysław Flisowski        | 11 lipca 1992(dts)        | 26 października 1993(dts) |
| Minister ochrony środowiska, zasobów naturalnych i leśnictwa | Zygmunt Hortmanowicz        | 11 lipca 1992(dts)         | 26 października 1993(dts) |                           |
| Minister rolnictwa i gospodarki żywnościowej                 |                             | Gabriel Janowski (PSL-PL)  | 11 lipca 1992(dts)        | 8 kwietnia 1993(dts)      |
| Minister transportu i gospodarki morskiej                    |                             | Zbigniew Jaworski (ZChN)   | 11 lipca 1992(dts)        | 26 października 1993(dts) |
| Minister-członek Rady Ministrów                              |                             | Jerzy Kamiński (PSL-PL)    | 11 lipca 1992(dts)        | 26 października 1993(dts) |
| Przewodniczący Komitetu Badań Naukowych                      |                             | Witold Karczewski          | 11 lipca 1992(dts)        | 26 października 1993(dts) |
| Minister łączności                                           |                             | Krzysztof Kilian (KLD)     | 11 lipca 1992(dts)        | 26 października 1993(dts) |
| Minister-kierownik Centralnego Urzędu Planowania             |                             | Jerzy Kropiwnicki (ZChN)   | 11 lipca 1992(dts)        | 26 października 1993(dts) |
| Minister pracy i polityki socjalnej                          |                             | Jacek Kuroń (UD)           | 11 lipca 1992(dts)        | 26 października 1993(dts) |
| Minister przekształceń własnościowych                        |                             | Janusz Lewandowski (KLD)   | 11 lipca 1992(dts)        | 26 października 1993(dts) |
| Minister spraw wewnętrznych                                  |                             | Andrzej Milczanowski       | 11 lipca 1992(dts)        | 26 października 1993(dts) |
| Minister przemysłu i handlu                                  |                             | Wacław Niewiarowski (SLCh) | 11 lipca 1992(dts)        | 26 października 1993(dts) |
| Minister obrony narodowej                                    |                             | Janusz Onyszkiewicz (UD)   | 11 lipca 1992(dts)        | 26 października 1993(dts) |
| Minister finansów                                            | Epaminondas Osiatyński (UD) | 11 lipca 1992(dts)         | 26 października 1993(dts) |                           |
| Minister-szef Urzędu Rady Ministrów                          | Jan Rokita (UD)             | 11 lipca 1992(dts)         | 26 października 1993(dts) |                           |
| Minister spraw zagranicznych                                 |                             | Krzysztof Skubiszewski     | 11 lipca 1992(dts)        | 26 października 1993(dts) |
| Minister zdrowia i opieki społecznej                         |                             | Andrzej Wojtyła (SLCh)     | 11 lipca 1992(dts)        | 26 października 1993(dts) |
| Minister kultury i sztuki                                    |                             | Jerzy Góral (ZChN)         | 11 lutego 1993(dts)       | 26 października 1993(dts) |
| Minister sprawiedliwości                                     | Jan Piątkowski (ZChN)       | 17 marca 1993(dts)         | 26 października 1993(dts) |                           |

## W dniu zaprzysiężenia 11 lipca 1992
- Hanna Suchocka (UD) – prezes Rady Ministrów
- Henryk Goryszewski (ZChN) – wiceprezes Rady Ministrów
- Paweł Łączkowski (PChD) – wiceprezes Rady Ministrów
- Andrzej Arendarski (KLD) – minister współpracy gospodarczej z zagranicą
- Jan Bielecki (KLD) – minister-członek Rady Ministrów
- Andrzej Bratkowski (związany z UP) – minister gospodarki przestrzennej i budownictwa
- Zbigniew Dyka (ZChN) – minister sprawiedliwości
- Zbigniew Eysmont (PPPP) – minister-członek Rady Ministrów
- Zdobysław Flisowski (związany z ZChN) – minister edukacji narodowej
- Zygmunt Hortmanowicz (związany z PSL-PL) – minister ochrony środowiska, zasobów naturalnych i leśnictwa
- Gabriel Janowski (PSL-PL) – minister rolnictwa i gospodarki żywnościowej
- Zbigniew Jaworski (ZChN) – minister transportu i gospodarki morskiej
- Jerzy Kamiński (PSL-PL) – minister-członek Rady Ministrów
- Witold Karczewski (bezpartyjny) – przewodniczący Komitetu Badań Naukowych
- Krzysztof Kilian (KLD) – minister łączności
- Jerzy Kropiwnicki (ZChN) – minister-kierownik Centralnego Urzędu Planowania
- Jacek Kuroń (UD) – minister pracy i polityki socjalnej
- Janusz Lewandowski (KLD) – minister przekształceń własnościowych
- Andrzej Milczanowski (bezpartyjny) – minister spraw wewnętrznych
- Wacław Niewiarowski (SLCh) – minister przemysłu i handlu
- Janusz Onyszkiewicz (UD) – minister obrony narodowej
- Epaminondas Osiatyński (UD) – minister finansów
- Jan Rokita (UD) – minister-szef Urzędu Rady Ministrów
- Krzysztof Skubiszewski (bezpartyjny) – minister spraw zagranicznych
- Andrzej Wojtyła (SLCh) – minister zdrowia i opieki społecznej
- Piotr Łukasiewicz (bezpartyjny) – kierownik Ministerstwa Kultury i Sztuki